# Salomón Hakim
Salomón Hakim Dow (* 4. Juni 1922 in Barranquilla, Departamentos Atlántico; † 5. Mai 2011 in Bogotá) war ein kolumbianischer Neurochirurg und Forscher. Er ist vor allem für seine Erstbeschreibung des Normaldruckhydrozephalus bekannt und hat an der Entwicklung der modernen Liquorshunts mitgewirkt.

## Leben
Seine Eltern Sofía Dow und Jorge Hakim waren ein Jahr vor seiner Geburt aus dem Libanon eingewandert. Der Name Hakim bedeutet im Arabischen „Arzt“ oder „weiser Mann“.
Hakim zeigte früh ein technisches Interesse, vor allem für Physik und Elektrizität, und wurde darin gefördert. Bereits mit elf Jahren baute er ein funktionierendes Radio. Aber statt Ingenieur zu werden, war Medizin sein Berufswunsch.
Hakim war verheiratet und hatte eine Tochter und drei Söhne. Alle Söhne wurden Neurologen. Hakim interessierte sich sehr für Kunst und Musik und spielte selbst Bandoneon. Als er als Jugendlicher einmal zusammen mit seiner Familie über Nacht auf einem kolumbianischen Schiff fuhr, und auf Deck Bandoneon spielte, hörte ihm Gabriel Garcia Márquez zu, der sich in seinen Lebenserinnerungen an das meisterhafte Spiel erinnerte. 30 Jahre später trafen beide in Paris zusammen und Marquez erkannte den Bandoneon-Spieler wieder.
Hakim starb 88-jährig an den Folgen eines hämorrhagischen Schlaganfalls.

### Studium und Berufsleben
Sein Medizinstudium schloss er 1948 an der Universidad Nacional de Colombia in Bogotá ab und arbeitete dann bei den renommierten Neurochirurgen Gilbert Horrax und James Poppen an der Lahey Clinic in Boston. Mit einem Forschungsstipendium für Neuropathologie ging er 1954 nach Harvard, wo er einen Ph.D. erwarb, und kehrte 1961 in sein Heimatland zurück.
In Kolumbien wurde er Direktor der Neurochirurgie am Militärkrankenhaus in Bogotá sowie Professor an der Universidad de los Andes, der Universidad Nacional de Colombia, und der Universidad Javeriana in Kolumbien.

### Normaldruckhydrozephalus und Liquorshunts
Hakim wurde auf den Normaldruckhydrozephalus aufmerksam, als er in den Röntgenaufnahmen eines 16-jährigen kolumbianischen Jungen einen vergrößerten Hirnventrikel feststellte. Der Junge war zuvor Opfer eines Verkehrsunfalls und man hatte einen irreversiblen Hirnschaden diagnostiziert. Der Junge war inkontinent und bewusstlos geworden. Nachdem Hakim eine Liquorpunktion durchführte, wachte er wieder auf. Hakim gelang eine dauerhafte Liquor-Ableitung und drei Monate später konnte der Junge wieder in die Schule.
Bereits während seiner neuropathologischen Studien waren ihm vergrößerte Ventrikel bei Alzheimer-Patienten aufgefallen, dies konnte zu diesem Zeitpunkt niemand erklären. Erst durch den 16-jährigen Jungen erkannte Hakim, dass es sich um einen Normaldruckhydrozephalus handele. In Kolumbien wurde ihm auch eine Angestellte des US-amerikanischen Konsulatsdienstes mit Normaldruckhydrozephalus vorgestellt, aber eine Punktion in Kolumbien wurde abgelehnt. So reiste er mit der Patientin nach Boston, wo er am Massachusetts General Hospital die Punktion mit großem Erfolg vornahm. Dies veranlasste den amerikanischen Kollegen Raymond Adams, der zunächst das Konzept ablehnte, dieses dann für sich zu nutzen und sich bei der Erstbeschreibung des Normaldruckhydrozephalus im New England Journal of Medicine 1965 an die erste Stelle zu setzen.

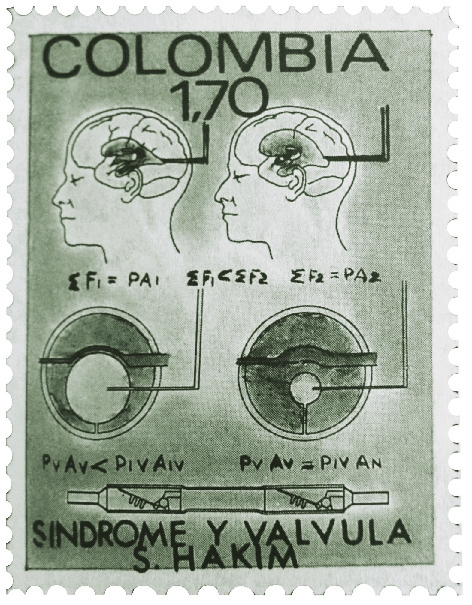
Kolumbianische Briefmarke zur Erinnerung an die Erstbeschreibung des Normaldruckhydrozephalus und des Liquorshunts zu dessen Behandlung.

Hakim forschte sein ganzes weiteres Berufsleben zu Hydrozephalus, Liquordruck und Ventrikelsystem, teilweise in seinem privaten Labor. Nachdem der Liquorshunt bereits 1949 erfunden wurde, trug er entscheidend zur weiteren Entwicklung bei, wodurch die Komplikationsrate erheblich reduziert und der Shunt zu einem gängigen und risikoarmen Verfahren entwickelt werden konnten. Wichtige Schritte waren dabei die Ventilfunktion für eine unidirektionale Ableitung und ein Druckmechanismus, um einen normalen Hirndruck aufrechtzuerhalten. Der von ihm entwickelte "Hakim-Shunt" wurde 1964 fertiggestellt und 1966 eingeführt. Seine Entwicklungen sind noch immer Bestandteil jedes Liquorshunt-Systems.
Sein ganzes Leben setzte er sich weltweit für die Anerkennung des Normaldruckhydrozephalus ein, anfangs weitgehend allein, da anfangs viele Kollegen von einer bloßen medizinischen Anomalie ausgingen. Hakim hielt etwa dreißig US-Patente und erhielt in späten Jahren zahlreiche Auszeichnungen. Im Englischen wird der Normaldruckhydrozephalus manchmal „Hakim-Syndrom“ genannt. Die typischen Symptome des Normaldruckhydrozephalus (Demenz, Harninkontinenz und Gangstörungen) werden als Hakim-Trias bezeichnet.